# Sárvár
Sárvár je město v maďarské župě Vas. Je centrem okresu Sárvár, 210 km západně od Budapešti. Protéká jím řeka Rába.
Je známé především jako lázeňské město, často navštěvované pro léčebné účinky svých termálních pramenů. S 5000 čtverečními metry vodní plochy je často vyhledáváno rodinami s dětmi, nebo pro léčebné kúry. Město má historické centrum s hradem Nádasdyů, známou botanickou zahradu s arboretem, nebo lanové centrum.

## Název
Slovo Sár označuje v maďarštině bláto a vár potom znamená hrad. Odkazuje na původní opevnění obklopené příkopem, bažinou a močálem. V latině je známý také pod názvem Bassiana. V němčině se objevuje rovněž i historická varianta názvu Kotenburg, resp. Rotenturm an der Raab. Tento název označuje místo, kde původně Sárvár vznikl. Starší varianty názvu (Např. Sársziget) odkazují na existenci ostrova, vyvýšeného a vhodného místa, které bylo vodou, resp. bahnem obklopováno. 

## Historie
Původně se zde nacházelo malé sídlo. Archeologický průzkum okolí místního hradu nalezl pozůstatky z doby bronzové. Osada zde existovala již během existence Keltů a později Římské říše, vznikla na tudy procházející jantarové stezce.[zdroj?]
Místní hrad vznikl v závěru 12. století, a to na obranu země proti případným německým nájezdům. Jednalo se nicméně spíše o hradiště s valy a dřevěnými palisádami, než o klasický středověký hrad. Poprvé byl připomínán v roce 1288.  Okolo něj se postupně rozvíjela obec. Ta již měla ve 14. století určitá privilegia, neboť v dopise z roku 1328 je potvrzeno, že Sárvár neobdrží nové výsady, nýbrž si může od uherského panovníka ponechat stávající.
Bylo vyplněno v roce 1405. Po nějakou dobu bylo ve vlastnictví krále, potom se stalo majetkem rodu Kőszegů. János Kőszegi nejspíše získal pro postupně rostoucí osadu také městská práva. Ta později potvrdil panovník Karel Robert. Uvedený rod později vymřel (neměl mužského potomka) a pevnost získal rod Nadásdyů, podle něhož dnes nese hrad svůj název.
Město během prvního tureckého vpádu směrem k Vídni dvakrát neúspěšně obléhali Turci. Útoky se podařilo odrazit; v roce 1532 zde při druhém útoku zemřelo 200 obránců.
Sárvár byl jedním z center uherské reformace. O kulturní vzestup a jeho pozici na mapě silně zmenšeného Uherska, okupovaného z velká části Turky, se zasloužil právě Tomáš Nadásdy. Sárvár byl také známý v německy mluvících zemích jako Uherský Wittenberg. Roku 1532 byla ve městě založena evangelická škola, vedená Melanchtonovým žákem humanistou Jánosem Sylvesterem; vydána zde byla Gramatica Hungarolatina a o pět let později také knihovna. Vznikla tu také tiskárna, jedna z prvních v Maďarsku. Roku 1541 byl v Sárváru vytištěn vůbec první překlad Nového zákona do maďarštiny. Iniciátorem školy a tiskárny byl místní učenec Tomáš Nádasdy.
V 17. století byl místní hrad naposledy přestavěn. V roce 1671 byl popraven poslední z rodu Nadásdyů a majetek (tj. hrad) získal rod Draškovičů.
Na mapách prvního vojenského mapování je patrné rozvoj centra Sárváru severozápadním směrem od původního hradu. Souvislá zástavba vznikala v okolí dnešní třídy Batthyány Lajos utca a dále ze všech stran okolo pevnosti. Tehdy existovaly již i okolní sídla Pentékfalu a Sár (dnes Sári). Na řece Rábě existovalo několik mlýnů.  

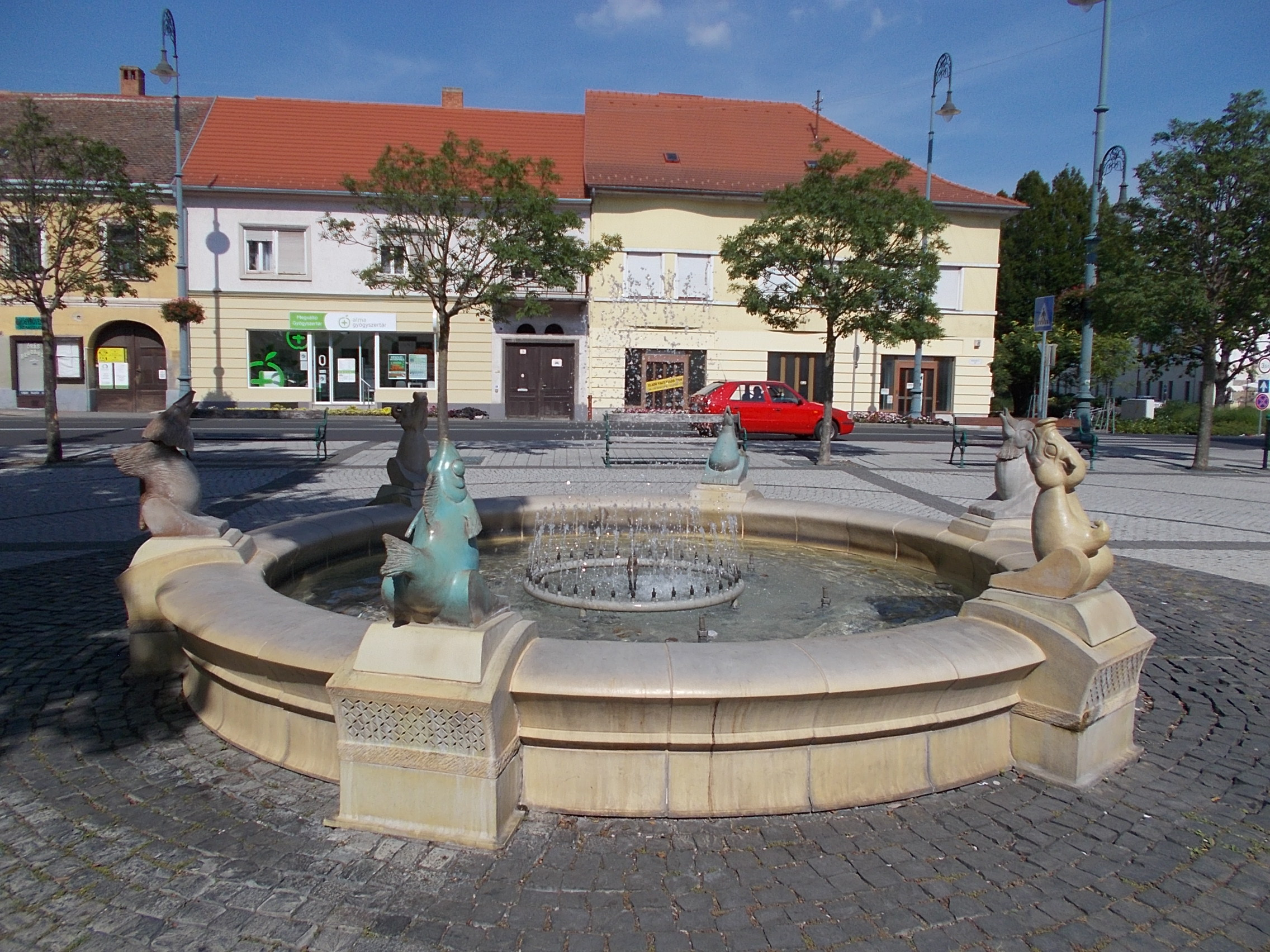
Fontána na Kossuthově náměstí.

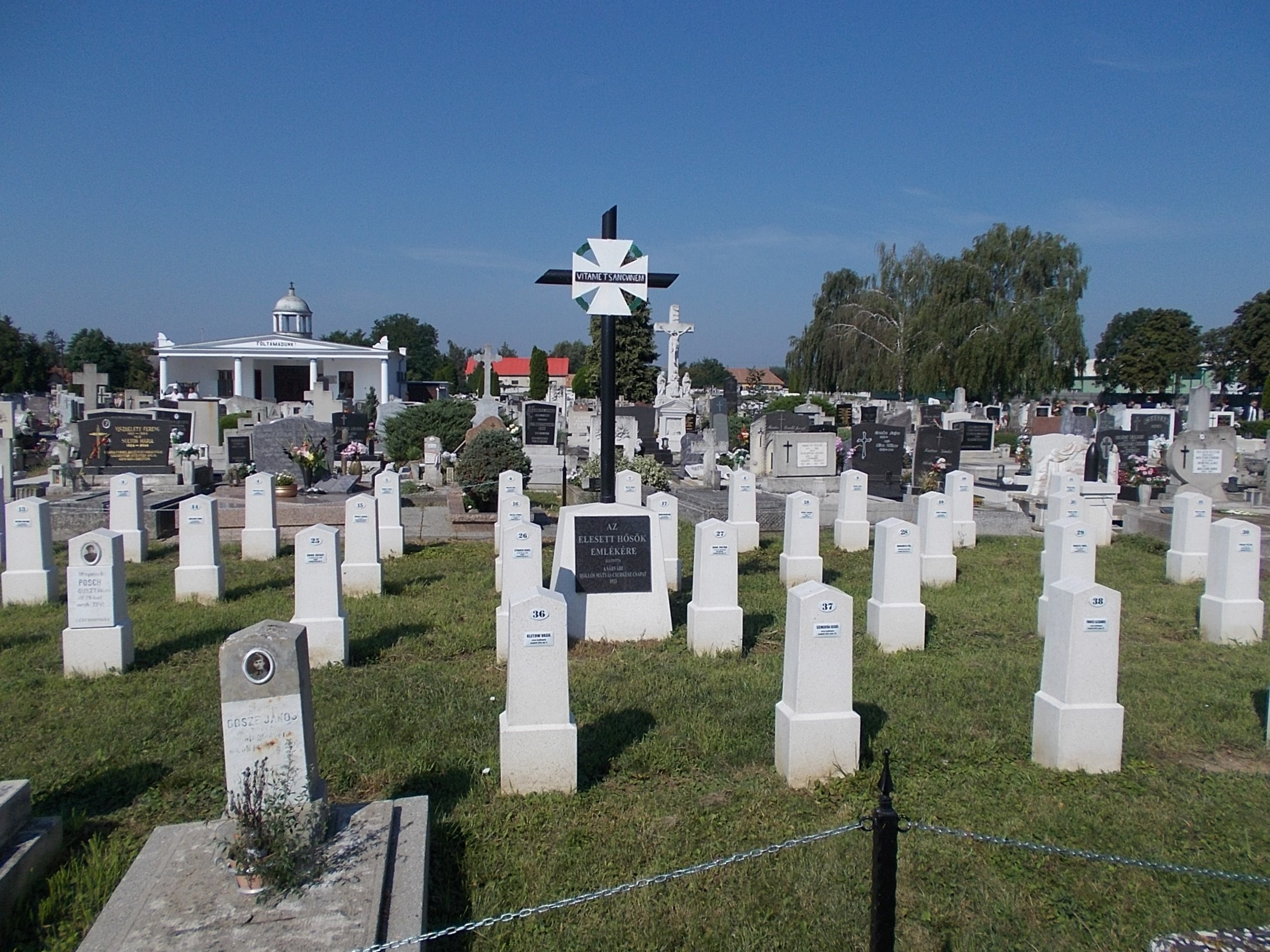
Hřbitov obětí první a druhé světové války.

Na počátku 19. století, během napoleonských válek, bylo město obsazeno na krátkou dobu francouzskou armádou. V obdobné době získala místní panství rodina Este-Modena, která zahájila období nového rozkvětu. Přebudován byl místní zámek. Kromě hradu zde však stále existovala víceméně jen menší obec s několika sty obyvateli. Teprve až v roce 1871 sem byla zavedena železnice (tehdejší Uherská západní dráha), roku 1897 potom i elektřina. Následovala výstavba továren, např. roku 1895 byl postaven cukrovar a roku 1904 potom textilka. Cukrovar vznikl v lokalitě s názvem Kutina, která byla zcela vybourána a nahradila ji později dělnická kolonie (Cukorgyár-telep). Došlo k nárůstu počtu obyvatelstva. Podle map třetího vojenského mapování ze závěru 19. století byl již u Sárváru v této době tok řeky Ráby na některých místech napřímen (nejspíše kvůli výstavbě železničního mostu) a lze dohledat již i místní arboretum.
Místní zámek nechal roku 1902 nový majitel přebudovat na vzorový zemědělský podnik. Vzhledem k správní reformě v Zalitavsku ztratil roku 1871 Sárvár statut města. Ten mu byl navrácen až dne 20. srpna 1968. V letech 1883–1884 na místní škole učil Géza Gárdonyi. Dnes jedna ze sárvárských škol nese jeho jméno. 
V roce 1910 zde průmysl zaměstnával už na dvanáct set lidí. Textilka, která vyráběla umělé hedvábí, byla nicméně uzavřena po první světové válce. Řada zkušených pracovníků emigrovala do Francie a Belgie. Nemocnice byla dokončena roku 1909. V Sárváru zemřel v roce 1921 Ludvík III. Bavorský.
Roku 1902 se rozšířily hranice města, když byly k Sárváru připojeny další dvě obce: Tizenháromváros a Vármellék, o deset let později potom Péntekfalu a Sár.
Za druhé světové války se zde nacházel internační tábor, do kterého byly převáženy rodiny vyhnaných kolonistů z Vojvodiny (na severu Srbska) a z Lendavy (ve Slovinsku).[zdroj?] V táboře panovaly kruté podmínky, prošlo jím celkem okolo deseti tisíc lidí. Během druhé světové války sloužil místní hrad jako útočiště Ludwigova vnuka prince Alberta Bavorského. V Sárváru byli také internování polští váleční zajatci.
Po druhé světové válce začal v Sárváru fungovat nový drůbežářský závod a po roce 1957 vznikly v Sárváru i další průmyslové závody. Roku 1961 byla objevena při hledání ropy namísto toho léčivá voda, která umožnila rozvoj termálních lázní. Dnes se rozsáhlá koupaliště nachází hlavně na jižním okraji města. Mají kapacitu až sedm tisíc lidí a jsou oblíbené převážně mezi českými turisty. Voda má teplotu až 83 °C, vyvěrá z hloubky až 2000 m. Od roku 1968 je Sárvár opět městem (statut mu byl vrácen dne 20. srpna 1968). V roce 1978 se kulturní centrum přestěhovalo do místního hradu poté, co byl kompletně zrekonstruován. Na severním okraji města bylo vestavěno do vilové zástavby panelové sídliště Sándora Petőfiho.
Výroba v cukrovaru byla zastavena v roce 1998. Od roku 1995 stojí v blízkosti Sárváru průmyslová zóna, ta a některé další vznikly na okrajích města, při hlavních silničních tazích. Ve 21. století se Sárvár rozvíjel hlavně jako lázeňská destinace. Nový lázeňský areál zde byl otevřen roku 2002, resp. 2008.
V roce 2022 byla otevřena nová čistička odpadních vod.

## Obyvatelstvo
V roce 2011 zde žilo 14 717 obyvatel.
 84,2 % z nich se přihlásilo k maďarské národnosti. 61,5 % obyvatel se hlásí k Římskokatolické církvi, 1,6 % obyvatel se považuje za reformované křesťany a 5,2 % se hlásí k luteránství.

## Ekonomika
Město s průmyslovou tradicí se v závěru 20. století ekonomicky přeorientovalo na sektor služeb. Dnes patří mezi nejnavštěvovanější destinace v zemi. V roce 2012 zde přenocovalo 447 tisíc lidí. Nejpočetnější zahraniční klientelou byli Češi (97 tisíc přenocování), dále potom Rakušané (96 tisíc přenocování) a Němci (32 tisíc nocí).
Po vstupu do Evropské unie a Schengenské zóny o několik let později se pro místní obyvatelstvo otevřela možnost pracovat v nedalekém Rakousku. V závěru druhé dekády 21. století začal tento trend významněji ovlivňovat dostupnost pracovní síly v podnicích v Sárváru. Ve městě se zvýšil počet pracovníků ze zemí mimo EU (např. z Ukrajiny).

## Kultura a pamětihodnosti

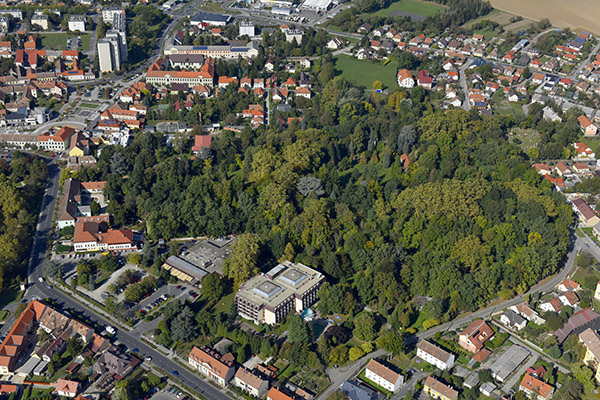
Letecký pohled na místní arboretum.

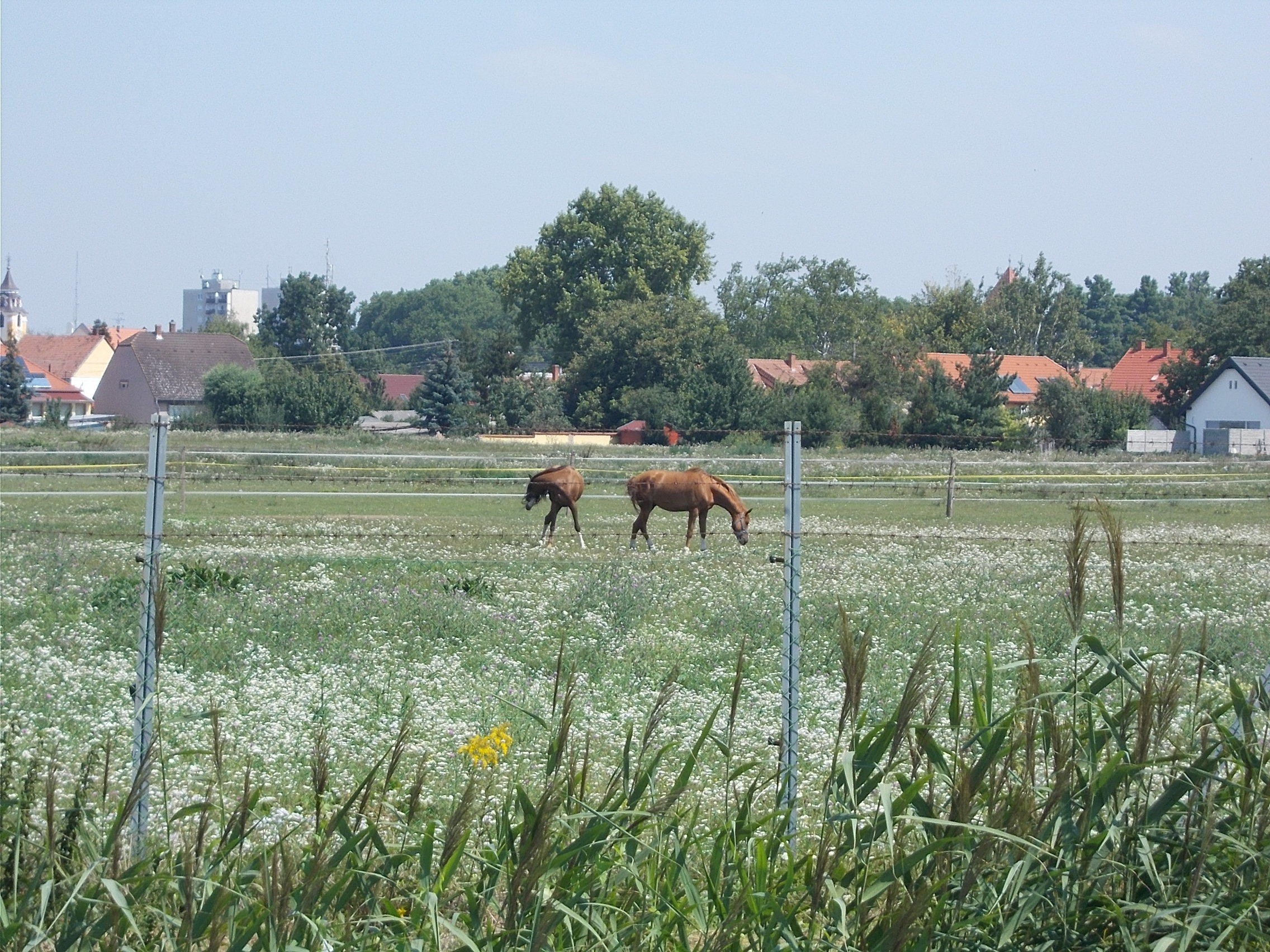
Koně na pastvě poblíž Sárváru.

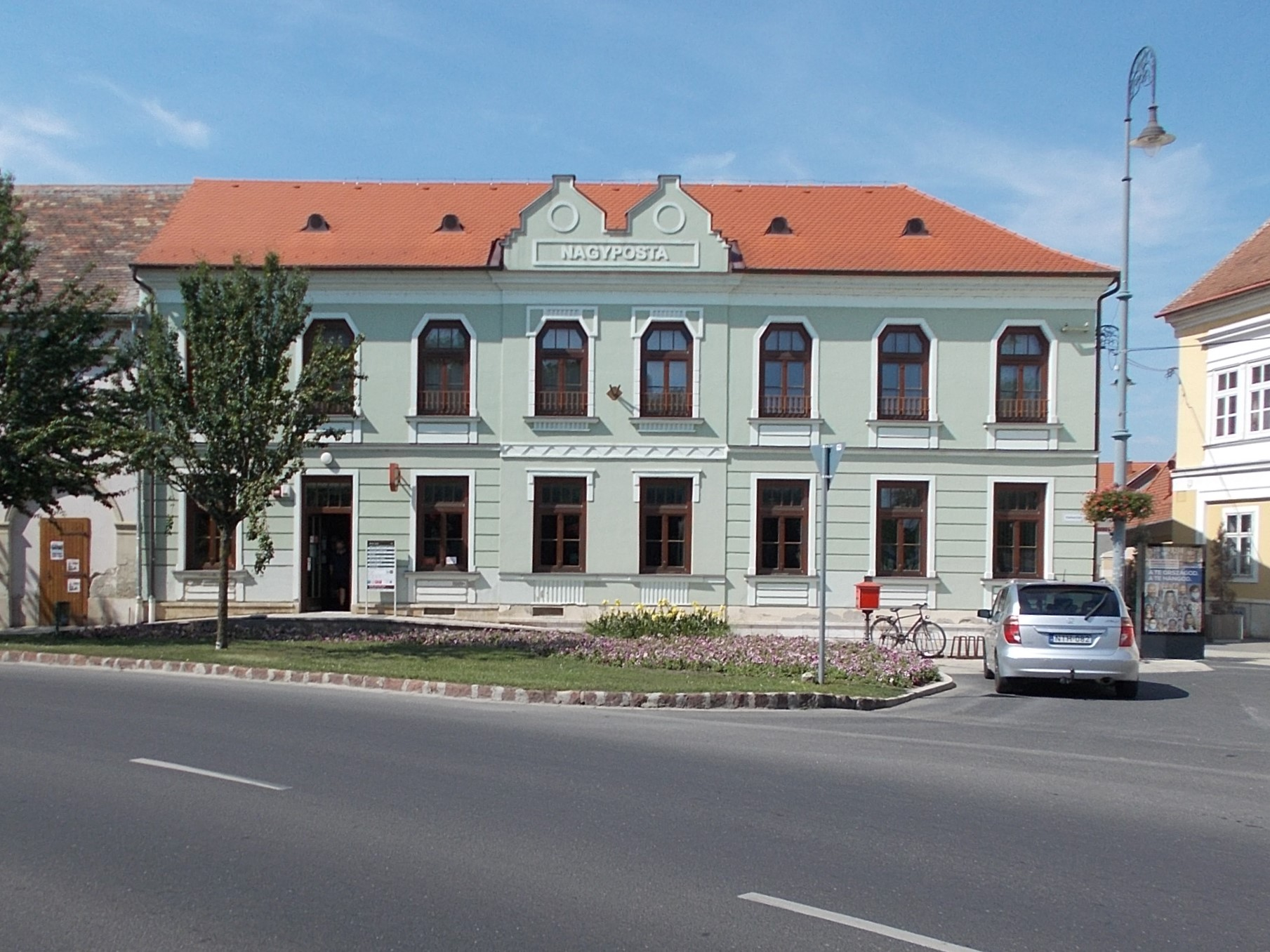
Budova pošty.

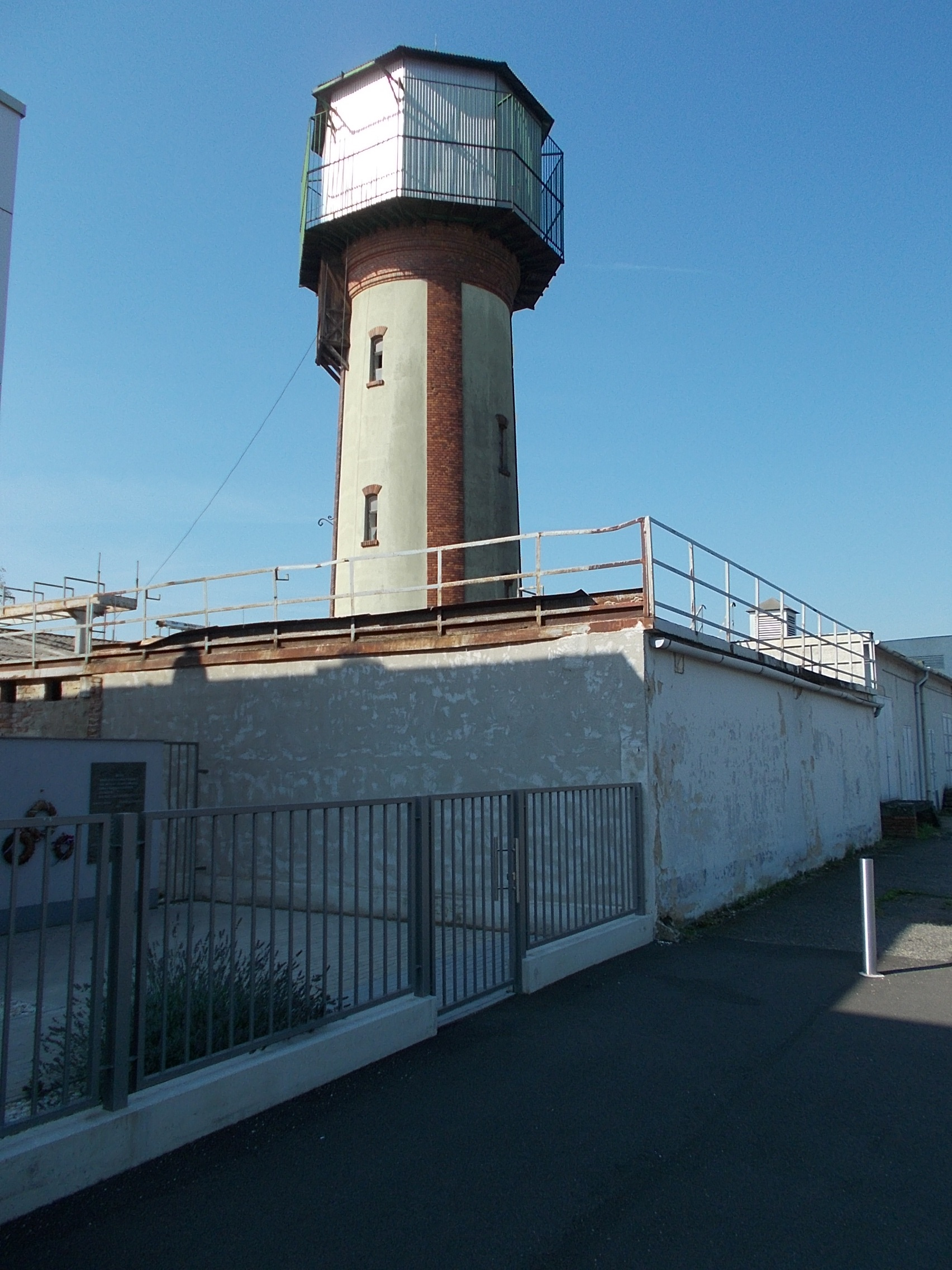
Vodárenská věž.

Mezi hlavní pamětihodnosti Sárváru patří Nádasdyho hrad, který představuje dominantní prvek v centru města. Uvnitř zámku se nachází muzeum, které zahrnuje také expozici dějin husarského vojska. Ustanoveno bylo v polovině 20. století. Pevnost je jednou z nejzachovalejších na území dnešního Maďarska.
Zajímavý je rovněž kostel svatého Mikuláše, který byl poprvé zmíněn v roce 1454. V letech 1830 a 1868 byl přestavěn, později ještě regotizován v 20. století. Před budovou kostela sv. Ladislava, stojí jezdecká socha. Samotný kostel má středověký základ, později byl přestavěn (byl poničen během Rákocziho povstání). Kostel má dnes nicméně prvky typické pro secesní architekturu. Nedaleko hradu se nachází ještě malý kostel reformované církve (vysvěcen v roce 1988) a také ještě evangelický kostel, který byl postaven roku 1836.
Historické budovy se nacházejí okolo Kossuthova náměstí, kde stojí také budova radnice. Ve středu náměstí se nachází fontána, celá oblast je upravena jako pěší zóna. Poštovní náměstí bylo rekonstruováno roku 2014.
V Sárváru také stojí Vila Hatvany-Deutsch, která patřila továrníkovi Hatvanovy-Deutschovi, vlastníkovi místního cukrovaru. Město má vlastní Dům hudby, který byl budován po roce 2018.
Dále jsou pozoruhodné také místní lázně a léčebná voda, barokní kostel, místní arboretum, kde roste 300 druhů stromů, a jezero Csónakázó na jižním okraji města. Stojí zde také luteránský neoklasicistní kostel. Zajímavé a hodnotné vykopávky jsou vystaveny v Muzeu Ference Nádasdyho. Nedaleko od města se nachází závodní okruh Pannonia Ring.
Každý rok se v Sárváru pravidelně konají Mezinárodní dny folkloru. Další významnou kulturní událostí je potom Nádasdyho historický festival. V poslední říjnovou sobotu se zde koná pravidelně velký trh (jarmark), tzv. Dny Šimona Judy (maďarsky Simon-Júdás vásár).

## Příroda a zeleň
Komplex místního hradu je obklopen parkem s nápadnými platany a duby. Park vznikal postupně; jeho západní část byla upravena již v 19. století a zbytek potom byl dokončen roku 1931.
Městem prochází také „národní modrá“ (maďarsky Országos Kéktúra), turistická trasa spojující východní a západní okraj Maďarska.
Severovýchodně od města se na soutoku řek Rába a Gyöngyös nachází rozsáhlé lužní lesy s řadou lesních a polních cest. U města se také rozkládá archeologické naleziště Katonapusztai földvár.

## Doprava
Město je přístupné po silnicích celostátního významu č. 84, 88 a 834. Severozápadně od něj je vedena dálnice M86, která vede z Győru do Szombathely u rakouské hranice. Původně procházely hlavní silnice i středem města, později byly odvedeny na silniční okruh, který obchází Sárvár ze severní a východní strany.
V západo-východním směru prochází městem rovněž železniční trať Székesfehérvár – Szombathely č. 20. Na území města se kromě hlavního nádraží nachází i dvě další zastávky – Lánkapuszta a Ostffyasszonyfa.
V minulosti směřovala od hlavního nádraží směrem na sever do obce Hegyfalu lokálka (dnes zrušená). Na východním okraji města, v blízkosti protipovodňového valu u řeky Ráby se také nacházela vlečka do místního cukrovaru.

## Školství
V Sárváru se nacházejí následující školy:
- Střední technická škola a odborná škola Györgyho Barbáse
- Základní škola Tomáše Nádasdyho
- Základní škola Gézy Gárdonyiho
- Katolická základní škola Svatého Ladislava
- Střední škola a odborná škola pro cestovní ruch a pohostinství Tinódiho Sebestyéna

## Sport
V roce 2020 získalo město sportovně-kulturní zařízení s názvem Sárvár Arena.

## Známé osobnosti
- Péter Balassa, fotbalista
- Alice Lok Cahana, přeživší holocaust
- Edward Eisner, lékař a profesor
- József Vass, politik
- József Vida, vrhač kladiva
- Takács de Saár, šlechtická rodina
- Zoltán Stieber, fotbalista
- László Kabos (1923–2004), kabaretiér a herec
- Tomáš Nadásdy, maďarský šlechtic
- András Beythe, botanik[1]
- Tomáš III. Nádasdy, středověký šlechtic, iniciátor výstavby hradu
- Arabella Szilágyi, operní pěvkyně
- László Rudas, marxista, filozof, univerzitní profesor
- Zoltán Komondy, strojní inženýr
- Sándor Burka, maďarský klarinetista
- Mária Majláth (1916 – 2004), maďarská herečka
- Sebestyén Tinódy Lantos, básník, který pobýval na místním hradě.[6]

## Partnerská města
- Seini, Rumunsko
- Sonntagberg[3], Rakousko
- Steinheim an der Murr, Německo
- Uherské Hradiště, Česko[25]